# قائمة مدن قطر
1. الدوحة
2. الغويرية
3. الجميلية
4. الخور
5. الوكرة
6. الريان
7. جريان البطنة
8. الشمال
9. أم صلال
10. مسيعيد

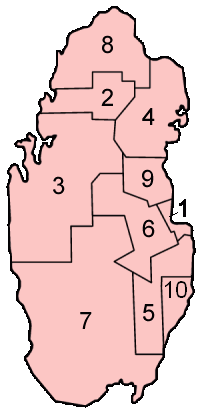
بلديات قطر :
- الدوحة
- الغويرية
- الجميلية
- الخور
- الوكرة
- الريان
- جريان البطنة
- الشمال
- أم صلال
- مسيعيد

هذه  قائمة بالمدن والبلديات في قطر. يعيش أكثر من 90 في المائة من المواطنين القطريين في الدوحة، العاصمة.
- الدوحة
- أبو ظلوف
- عين سنان
- أبو ثايلة
- الدوحة الجديدة
- الـعريش
- البدع الشرقية
- الغنيم
- الغارية
- الهلال الغربية
- الهلال الشرقية
- الهتمي
- الجسرة
- الجميلية
- الكعبان
- الخليفة
- الخور
- الذخيرة
- الخاور
- الخواير
- الـمفجر
- القابية
- الوكرة، المدينة الثانية
- العذبة
- نجمة (الدوحة)
- أم غويلينة
- الراكيات
- الريان
- الرويس
- ام الزبار الغربية
- ام الزبار الشرقية
- الصنيع
- السوق
- الثقب
- مدخان
- زكريت
- مدينة رأس لفان الصناعية
- أم باب
- مسيعيد
- أم صلال على
- أم صلال محمد
- أم الاحويا
- أم الشخوط
- أم العمد
- أم عبيرية
- عصاة الراعي
- حوطان
- الصخامة
- أم الجماجم
- أم الافاعي
- أم القهاب
- ام شبرم
- مكينس
- الخرارة
- الشحانية
- الثميد
- الجميلية
- الخريب
- الصنع
- العطورية
- الغويرية
- النعمان
- الزبارة
- الماجدة
- محيش
- الريم
- القاف
- الغشامية
- الكعبان
- الوعب
- فويرط
- المرونة
- عريدة
- راس مطبخ
- عين اسنان
- روضة راشد
- الكرعانة
- العامرية
- العوينة
- الوكير
- قطر
- السيليه